# 100'erne
Århundreder: 1. århundrede – 2. århundrede – 3. århundrede
Årtier: 50'erne 60'erne 70'erne 80'erne 90'erne – 100'erne – 110'erne 120'erne 130'erne 140'erne 150'erne
År: 100 101 102 103 104 105 106 107 108 109